# Easy Star's Thrillah
Easy Star's Thrillah è il settimo album degli Easy Star All-Stars uscito nel 2012 a un anno di distanza dal loro secondo EP First Light e si tratta di una rivisitazione di Thriller di Michael Jackson.

## Tracce
1. Wanna Be Startin' Somethin' (feat. JoWil e Ruff Scott)
2. Baby Be Mine (feat. The Green)
3. The Girl Is Mine (feat. Mojo Morgan e Steel Pulse)
4. Thriller (feat. Mikey General e Spragga Benz
5. Beat It (feat. Michael Rose)
6. Billie Jean (feat. Luciano)
7. Human Nature (feat. Cas Haley)
8. P.Y.T. (Pretty Young Thing) (feat. Kirsty Rock)
9. The Lady in My Life (feat. Christopher Martin)
10. The Lady in My Life (Version)
11. Dub It
12. Close to Midnight
13. Billie Jean (Mister Vibes Remix)